# Anaplagiomus garnieri
Anaplagiomus garnieri – gatunek chrząszcza z rodziny kózkowatych i podrodziny zgrzypikowych. Jedyny przedstawiciel rodzaju Anaplagiomus.

## Zasięg występowania
Afryka Środkowa, występuje w Kamerunie.